# Зуев, Гавриил Прокофьевич
Гавриил Прокофьевич Зуев (1907—1974) — полковник Советской Армии, участник Великой Отечественной войны, Герой Советского Союза (1943).

## Биография
Гавриил Зуев родился 17 апреля 1907 года в селе Сасыколи (ныне — Астраханская область). Окончил девять классов школы. В 1930 году Зуев был призван на службу в Рабоче-крестьянскую Красную Армию. В 1932 году он окончил Энгельсскую военную авиационную школу пилотов. Был уволен в запас, работал начальником Астраханского аэроклуба. В июне 1942 года Зуев повторно был призван в армию. Окончил курсы командиров звеньев. С октября 1942 года — на фронтах Великой Отечественной войны.
К марту 1943 года капитан Гавриил Зуев был заместителем командира эскадрильи 427-го истребительного авиаполка 292-й штурмовой авиадивизии 1-го штурмового авиакорпуса 3-й воздушной армии Калининского фронта. К тому времени он совершил 46 боевых вылетов, сбив 6 вражеских самолётов лично и ещё 2 — в составе группы. 27 февраля 1943 года в одном бою получил три ранения, но сумел выполнить поставленную боевую задачу.
Указом Президиума Верховного Совета СССР от 1 мая 1943 года капитан Гавриил Зуев был удостоен высокого звания Героя Советского Союза с вручением ордена Ленина и медали «Золотая Звезда» за номером 1018.
В конце войны гвардии майор Г. П. Зуев назначен помощником командира по воздушно-стрелковой службе 168-го истребительного авиаполка. К 9 мая 1943 года он выполнил 176 боевых вылетов, сбил лично 9 самолётов противника.
После окончания войны Зуев продолжил службу в Советской Армии. В 1952 году он окончил офицерские лётно-тактические курсы. В 1957 году в звании полковника Зуев был уволен в запас. Проживал в Калининграде, скончался 4 марта 1974 года.
Был также награждён орденами Красного Знамени и Отечественной войны 1-й степени, двумя орденами Красной Звезды, рядом медалей.